# Герреро, Максимилиано
Максимилиано Габриэль Герреро Пенья (исп. Maximiliano Gabriel Guerrero Peña; род. 15 января 2000, Ла-Серена) — чилийский футболист, вингер клуба «Депортес Ла-Серена» и сборной Чили.

## Клубная карьера
Герреро — воспитанник клубов «Депортес Ла-Серена» и «Универсидад де Чили». В 2019 году игрок был включён в заявку на сезона последнего. В том же году Герреро на правах аренды вернулся в «Депортес Ла-Серена». 17 февраля в матче против «Депортес Копьяпо» он дебютировал в чилийской Примере B. Летом 2020 года Максимилиано был арендован «Рейнджерс» из Тальки. 17 сентября в матче против «Барнечеа» он дебютировал за новую команду.
В начале 2021 года Герреро подписал контракт с «Депортес Ла-Серена». 4 апреля в матче против «Курико Унидо» он дебютировал в чилийской Примере. 1 мая в поединке против «Эвертона» Максимилиано забил свой первый гол за «Депортес Ла-Серена».  

## Международная карьера
В 2017 году в составе юношеской сборной Чили Герреро принял участие в юношеском чемпионате мира в Индии. На турнире он сыграл в матче против команды Англии.
В 2023 году в составе олимпийской сборной Чили Герреро принял участие в домашних Панамериканских играх. На турнире он сыграл в матчах против команд Мексики, Уругвая, Доминиканской Республики, США и Бразилии. В поединках против мексиканцев и бразильцев Максимилиано забил по голу.
22 ноября 2023 года в отборочном матче чемпионата мира 2026 против сборной Парагвая Герреро дебютировал за сборную Чили.